# Grille
Grille Sd Kfz 138/1 var en tysk infanterikanonvagn producerad under andra världskriget. Den togs fram för att ge pansargrenadjärregementenas infanterikanonkompanier ökad rörlighet.

## Utveckling
I början av 1943 lades den ursprungliga ordern på 200 stycken infanterikanonvagnar som skulle byggas på ett nytt chassit baserat på Panzer 38(t) och beväpnad med den tunga infanterikanonen 15 cm sIG 33. Denna infanterikanonvagn skulle inte användas för direktunderstödjande eld som Sturmgeschütz III utan skulle förse pansargrenadjärregementena med indirekt eldunderstöd. För att kunna få ut fordonet till frontförband så beslutade man att tillverka de första 90 vagnarna på standardchassin från Panzer 38(t) Ausf H, i april 1943 växlade man över till det nya chassit Panzer 38(t) Ausf K som även skulle användas av Marder III.

## Egenskaper
På Ausf H chassit byggde man upp en ny öppen överbyggnad istället för tornet för att få rum för den tunga kanonen.
Ausf K chassit byggdes speciellt för olika former av självgående artilleri, vilket innebara att motorn flyttades fram i chassit och ett upphöjt och öppet stridsutrymme skapades i den bakre delen av chassit.

## Varianter[2]
Två varianter byggdes på två versioner av chassiet från Panzer 38(t)
- Sd Kfz 138/1 Ausf H
- Sd Kfz 138/1 Ausf K

## Bevarade exemplar
- Aberdeen US Army Ordnance Museum, MD (USA)